# Simant
SimAnt är ett datorspel av Maxis skapat 1991. Spelet designades av Will Wright, skaparen av andra "Sim-spel" som SimCity och The Sims. Spelet fick inte så stor popularitet, men många spelare anser att det är ett av de mest unika spelkoncept Will Wright kommit på.

## Spelets uppgift
Spelet går ut på att bygga en myrstack. Spelaren styr en koloni av svartmyror i en trädgård intill (och i) ett förortshus. Motståndet består av en annan koloni av rödmyror och invånarna i huset. Spelets uppgift är att kolonisera hela trädgården och till slut driva människorna ur huset. Detta skiljer sig en aning mot andra Sim-spel, där SimAnt mer har en vinna eller förlora-uppläggning.